# Helmut Hladisch
Helmut Hladisch (* 26. Juni 1961 in Wien) ist ein österreichischer bildender Künstler.
Sein Œuvre wird vornehmlich innerhalb der Kategorisierung Art brut rezipiert, die jedoch im kunstwissenschaftlichen Diskurs fortlaufend diskutiert wird.

## Leben und künstlerischer Werdegang
Helmut Hladisch wurde als eines von elf Geschwistern geboren. Bis zum Jahr 2013 lebte er im Kreis seiner Familie. Da Hladisch schon früher durch sein Zeichentalent aufgefallen war, wurde er 2013 Mitglied der Wohngemeinschaft im Haus der Künstler, Maria Gugging. Dort lebt der Künstler gegenwärtig und arbeitet im offenen Atelier des Art/Brut Center Gugging.

## Werk
Helmut Hladisch widmet sich in seiner künstlerischen Arbeit filigranen Bleistift- und Farbstiftzeichnungen und zeitweise der Malerei. Der Künstler setzt sich in seinen Zeichnungen mit verschiedensten Objekten des Lebens auseinander und ist Schöpfer von charakteristisch-stilisierten Darstellungen von Bäumen.

## Ausstellungsbeteiligungen (Auswahl)
- 2013: small formats.!, museum gugging, Maria Gugging.
- 2014: 2 neue Künstler – helmut hladisch & jürgen tauscher, galerie gugging, Maria Gugging.
- 2015: Tannenbaumwald – sieben Künstler aus Gugging, Bezirkshauptmannschaft Zwettl, Zwettl; Gugging Artists, Koelsch Gallery, Houston, USA.
- 2016: Dada und Art Brut, Galerie Gaudens Pedit, Kitzbühel; Orchesterprobe, galerie gugging, Maria Gugging.
- 2017: orchestra rehearsal, Koelsch Gallery, Houston; Franz Kamlander & co „viechereien“, galerie gugging, Maria Gugging.
- 2018–2021: gehirngefühl.! kunst aus gugging von 1970 bis zur gegenwart, museum gugging, Maria Gugging.[3]